# Western & Southern Financial Group Masters & Women’s Open 2009
Das Western & Southern Financial Group Masters & Women’s Open 2009 war die 108. Ausgabe des Tennis-Hartplatzturniers in Mason, Ohio bei Cincinnati. Das Damenturnier war als Turnier der Premier 5-Kategorie Teil der WTA Tour 2009 und fand vom 10. bis 16. August 2009 statt. Das Herrenturnier fand vom 17. bis 24. August 2009 statt.
Bei den Damen gewann im Einzel Jelena Janković gegen Dinara Safina mit 6:4, 6:2 und im Doppel die Paarung Cara Black / Liezel Huber gegen Nuria Llagostera Vives / María José Martínez Sánchez mit 6:3, 0:6, [10:2]. Kim Clijsters gab bei diesem Turnier ihr Comeback.

## Herren
→ Qualifikation: Western & Southern Financial Group Masters 2009/Qualifikation

## Damen
→ Qualifikation: Western & Southern Financial Group Women’s Open 2009/Qualifikation